# Buleuterio de Ilión
Buleuterio (en griego antiguo: Βουλευτήριον, romanizado: Būleutērion o Bouleutērion) fue un antiguo buleuterio o lugar de reunión del consejo en la ciudad de Ilión grecorromana de Anatolia, Turquía . Sus ruinas forman parte del yacimiento arqueológico de la antigua Troya, declarado Patrimonio de la Humanidad por la Unesco.

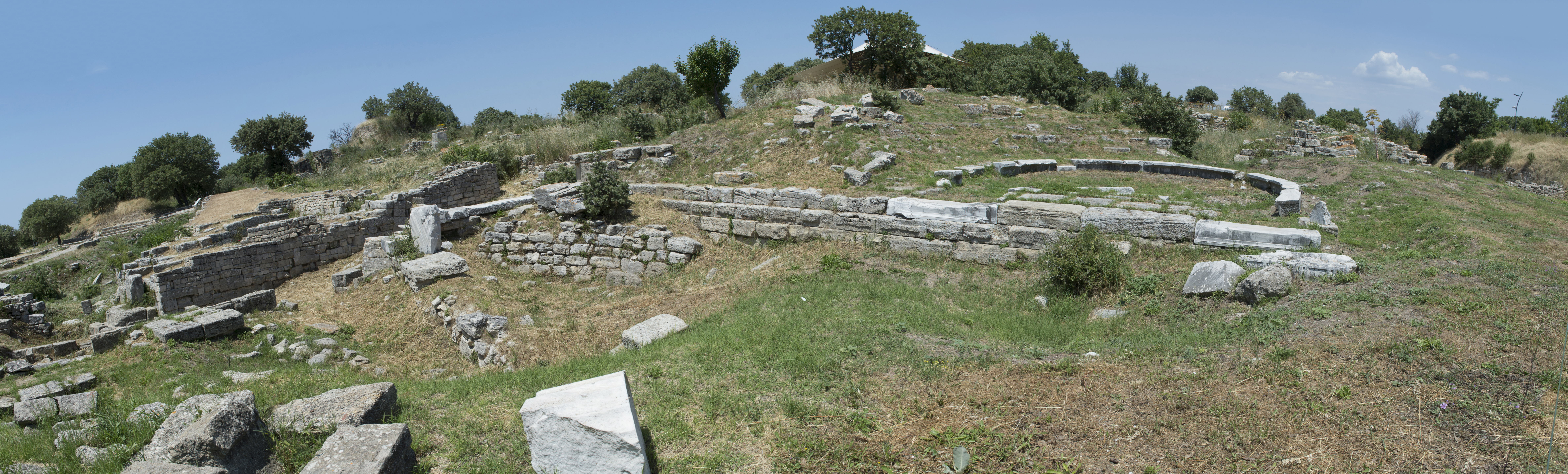
Vista panorámica del Buleuterio y sus alrededores.

Estaba situado al sureste del Templo de Atenea Ilias y a unos 70 metros al este del Odeón. Se construyó originalmente en la fase de Troya VIII de la ciudad durante el periodo griego, y se restauró o reconstruyó durante el periodo romano o fase de Troya IX por orden del emperador Augusto.
El edificio tenía varias filas de bancos de consejeros en forma de semicírculo y estaba rodeado por muros por todos lados. Parte del edificio fue construido sobre las murallas de Troya VI.